# Microrégion d'Itapecuru Mirim

Localisation de la microrégion d'Itapecuru Mirim

La microrégion d'Itapecuru Mirim est l'une des six microrégions qui subdivisent le nord de l'État du Maranhão au Brésil.
Elle comporte 8 municipalités qui regroupaient 164 473 habitants en 2006 pour une superficie totale de 6 785 km2.

## Municipalités[1]
- Cantanhede
- Itapecuru Mirim
- Matões do Norte
- Miranda do Norte
- Nina Rodrigues
- Pirapemas
- Presidente Vargas
- Vargem Grande